# Coucal du Sénégal
Centropus senegalensis
Espèce
Statut de conservation UICN

 LC  : Préoccupation mineure
Le Coucal du Sénégal (Centropus senegalensis) est une espèce d'oiseau de la famille des Cuculidae. C'est le plus communs des coucals d'Afrique, et même d'Afrique de l'Ouest. C'est probablement pour cette raison qu'on le désigne parfois comme coucal commun.

## Description

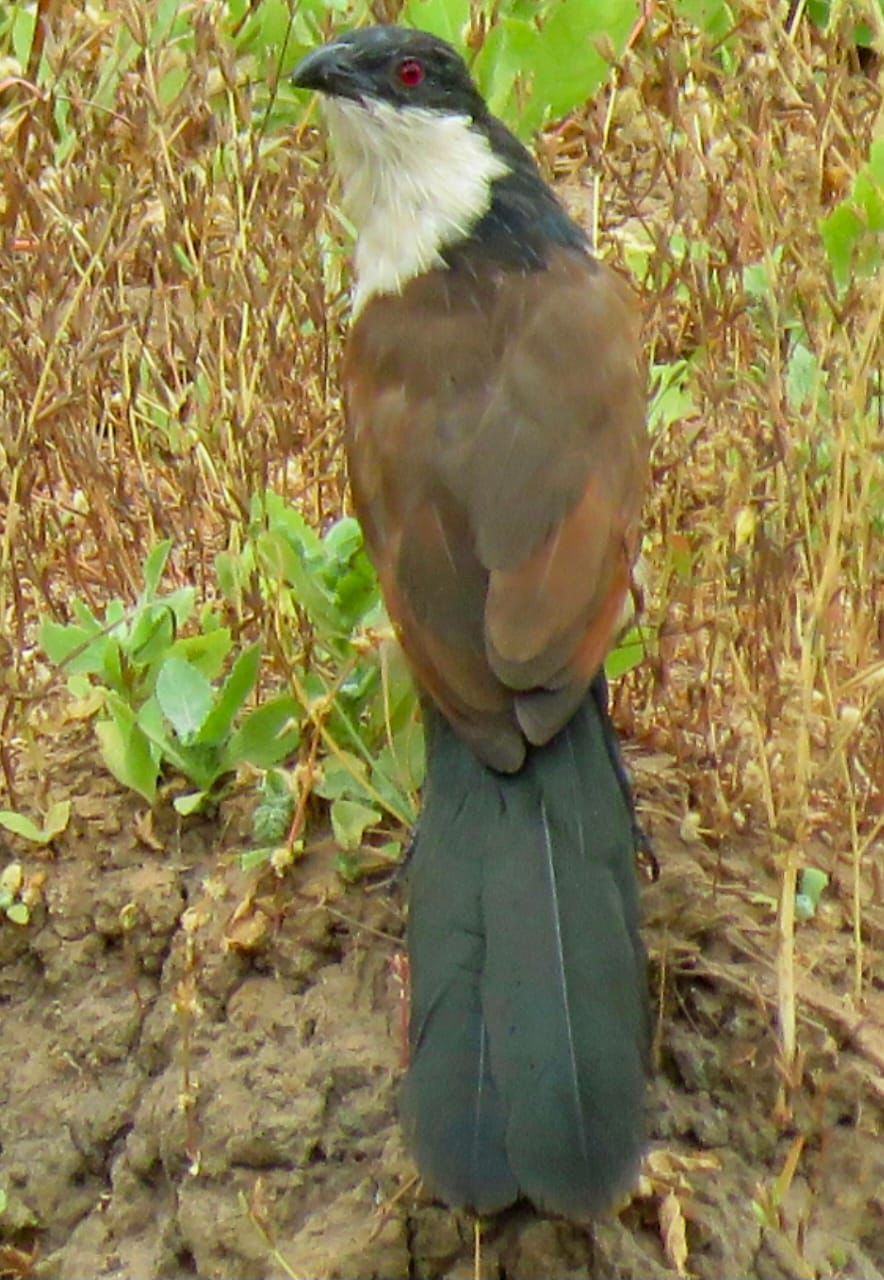
Coucal du Sénégal

C’est un oiseau de 36 à 42 cm de long, au bec recourbé noir, et aux cercles oculaires rouges entourant des pupilles noires,. La tête et la nuque sont noires avec des reflets brillants et la séparation avec le dos brun-roux est assez franche. La queue est longue, presque étagée, noire. L'oiseau arbore sur la gorge, la poitrine et le ventre une teinte d'un blanc crémeux, parfois nuancée de reflets roux. Les pattes sont noires et prolongées de longues serres. Les jeunes portent horizontalement des lignes marron foncé sur le dos, le manteau, les couvertures, les rémiges et la queue. Le cri est assez étouffé, c’est un cwoo-cwoo-coowooo qui peut s’accélérer et s’intensifier. L’espèce semble sédentaire. 

## Répartition et habitat
Les quelques sous-espèces qui existent de C. senegalensis spp. se répartissent presque tout le continent, semble-t-il, à l’exception du Nord-Ouest, d'une partie du Sahara central, et de quelques zones très humides. Le coucal du Sénégal apprécient les fourrés et les aires broussailleuses, proche des cours d'eau, des plantations arborées, des palmeraies, etc. Il supporte une large gamme d’habitats, secs comme assez humides, ouverts comme plutôt fermés. Il est généralement absent de la forêt dense humide et ininterrompue. 

## Liste des sous-espèces
- Centropus senegalensis aegyptius (Gmelin, 1788)
- Centropus senegalensis flecki Reichenow, 1893
- Centropus senegalensis senegalensis (Linnaeus, 1766)

## Conservation
Comme la plupart des espèces de coucals du continent africain, l'UICN le considère, pour le moment, comme de préoccupation mineure.